# Тунисский национальный агрономический институт

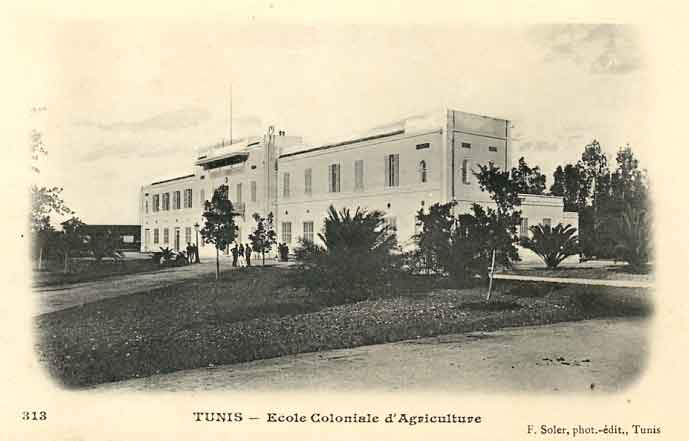
Главное здание института.

Национальный агрономический институт Туниса (араб. المعهد الوطني للعلوم الفلاحية بتونس‎) — учебный институт, часть Карфагенского университета под совместным контролем Министерства сельского хозяйства, Министерства высшего образования Туниса и Министерства информационных технологий Туниса.
Был основан 17 ноября 1898 и является старейшим инженерным учебным заведением в Африке. Насчитывает более 4000 выпускников, в том числе более 2500, получивших образования с момента обретения Тунисом независимости, а также обучая аспирантов, выдавая степень магистра и доктора наук.
В период французского протектората институт назывался Сельскохозяйственной школой Туниса. С независимостью он трансформировался в Высшую школу сельского хозяйства Туниса, затем — в Национальную школу сельского хозяйства Туниса с трёхлетним регистрационным статусом.